# Гульдова амадина

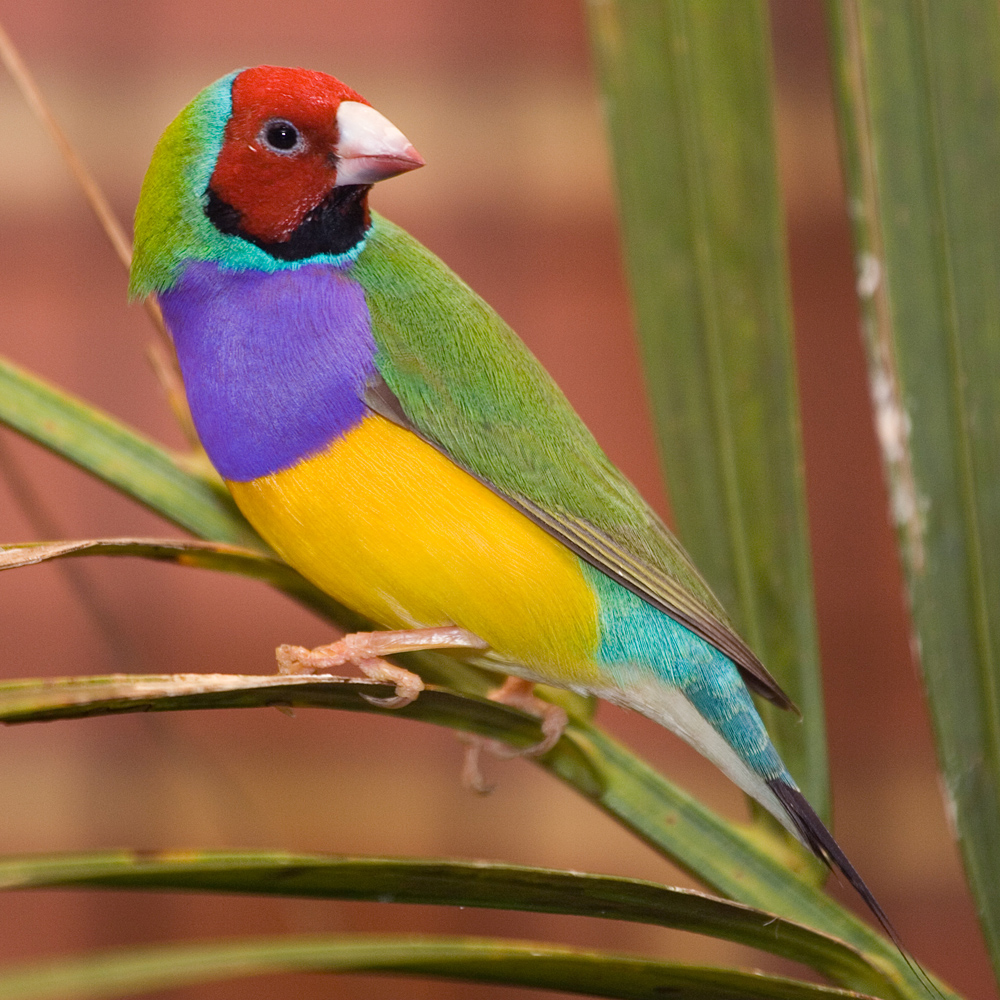

Гульдова амадина (лат. Chloebia gouldiae) — птица семейства вьюрковых ткачиков, обитающая в Австралии. Полиморфный вид. В одной популяции часто встречаются две, реже три различные вариации окраски верха головы. Они свободно спариваются друг с другом, поэтому невозможно выделить подвиды.
Размер популяции может быть от умеренно малого до большого (5 000—50 000 особей, «наилучшая оценка»: 25 000 особей), но этот вид имеет большой ареал, и популяция, по-видимому, стабильна. По этим причинам Красная книга МСОП рассматривает вид как «вызывающий наименьшие опасения». Во всём мире гульдовых амадин из-за их красочного оперения содержат в качестве декоративных птиц.
Британский натуралист и художник-анималист Джон Гульд обнаружил этот вид птиц во время своего путешествия по Австралии в 1838 и 1840 годах, сделав его научное описание в 1844 году. В память о своей жене Элизабет Гульд, которая сопровождала его в этих поездках и вскоре после этого скончалась, он назвал вид амадина леди Гульд (Lady Goulds Amadine). Описанные Гульдом птицы были черноголовой морфой гульдовых амадин. Красноголовые и желтоголовые варианты этого вида в момент их открытия посчитали самостоятельными видами.

## Описание
Гульдовы амадины — это очень красочные птицы, чьё оперение головы может сильно варьироваться. В дикой природе встречаются черно-, красно- и желтоголовые варианты. Цвет голов молодых птиц серый, меняется с достижением половой зрелости.
Окрас перьев на голове у гульдовых амадин отражает их темперамент (склад характера). У большинства этих птиц перья вокруг клюва окрашены в чёрный цвет. Экземпляры с красным оперением встречаются реже, но ведут себя намного агрессивнее: отгоняют своих «чёрных» собратьев от источников пищи; зато те проявляют больше любопытства — например, не боятся приближаться к незнакомым предметам. Это установили в ходе тестов с 40 птицами английские орнитологи под руководством Ли Вильямс из Университета Джона Мурса в Ливерпуле.
Очевидно, что особенности характера птиц как-то связаны с генами пигментации. Известно, что редко встречающиеся желтоголовые гульдовые амадины (одна желтоголовая птица приходится примерно на 3 000 черноголовых и красноголовых особей) страдают генетическим дефектом, обусловленным мутацией: их организм не способен перерабатывать содержащиеся в пище каротиноиды в пигменты, придающие красный цвет оперению.
Черноголовые птицы с жёлтой вершиной клюва генетически желтоголовые (у них чёрный меланин перекрывает жёлтый цвет «маски» на лице). У красноголовых и желтоголовых птиц чёрная полоса на затылке отделяет остальное оперение головы. У всех цветовых вариантов на затылке и горле, кроме того, имеется голубая полоса, постепенно переходящая в зелёное оперение спины.
Птицы испытывают инстинктивный страх перед красным, поэтому красноголовые выигрывают поединки за пищу в 81,5 % случаев. Кроме того, самка, спаривающаяся с самцом не своего цвета, что происходит примерно в 30 % случаев, увеличивает число самцов в выводке до 72 %.
Оперение кроющих перьев у гульдовых амадин также зелёное. Выделяется лиловая грудь, резко отделённая от жёлтого брюха, которое светлеет в направлении хвоста почти до белого цвета. Гузка, а также кроющие перья хвоста — голубые. Голубой цвет имеет также кольцо века, окружающее тёмно-коричневые радужины глаз.
Длина птиц составляет примерно 11 см у обоих полов. От головы до концов обоих средних перьев хвоста длина составляет от 13 до 15 см.

## Голос
Гульдовы амадины — это стайные птицы, перекликающиеся со своими сородичами постоянными тихими призывами «сит». Этот призыв издаётся также во время полёта, однако он настолько тихий, что услышать его можно, только если находиться в непосредственной близости птиц. Призыв становится резче и меняется на «цитт-цитт», когда какая-либо птица отстаёт от стаи или партнёра. Если остальные члены стаи или партнёр вне поля зрения, крик «цитт-цитт» становится громким и долгим «црюи-ит».

## Распространение
Гульдовы амадины распространены на севере австралийского континента до 19-го градуса широты. Лишь поросший влажными джунглями полуостров Кейп-Йорк не заселён ими.
В пределах этой области распространения для птиц типичны дальние передвижения. В основном в период гнездования они держатся в саваннах округа Кимберли, севера Северных территорий, а также северо-запада Квинсленда. Вне гнездового периода их можно найти в прибрежных областях, так как здесь из-за более долгих и более поздних дождей в их распоряжении находится достаточное количество корма. Миграции начинаются с окончанием сезона дождей, когда высыхает растительность и всё больше высыхают водоёмы, и можно найти только сухие семена трав, которые выпадают из своих метёлок и лежат на земле.
Гульдовы амадины не любят питаться на земле и, как правило, начинают миграции, когда становится больше невозможным найти корм в метёлках. При этом они иногда бросают на произвол судьбы как гнёзда с кладкой, так и птенцов. Как правило, стая движется в северном направлении, потому что здесь дожди идут дольше. В областях, где отсутствуют дожди, гульдовы амадины отсутствуют многие годы.

## Местообитание
К области распространения гульдовых амадин принадлежит — среди прочих — округ Кимберли, который ограничивается на западе Индийским океаном, на севере Тиморским морем, на юге Большой песчаной пустыней и пустыней Танами. Этот округ Кимберли (в котором гульдовы амадины по сравнению с остальными регионами встречаются ещё относительно часто) — самая жаркая область всего южного полушария. Дневные температуры достигают здесь 40 и 45 °C в тени. Ночью температура редко опускается ниже 35 °C. С ноября по апрель идут очень сильные дожди. Влажность воздуха в это время составляет от 80 до 90 %.
Гульдовы амадины приспособлены к этим экстремальным климатическим условиям. Они очень подвижны при температурах от 30 до 45 °C, принимая при этом долгие солнечные ванны. Другие виды птиц, напротив, при этих температурах укрываются в тени. В Северных территориях птицы также предпочитают сезоны, когда одновременно преобладают высокие дневные температуры и высокая влажность воздуха. В это время они ищут полузрелые семена и насекомых, которые принадлежат к их рациону питания.

## Враги
Змеи и дневные хищные птицы являются естественными врагами взрослых птиц. Змеи являются, вероятно, причиной, по которой птицы проводят ночь на самых тонких ветвях деревьев.
Птенцам угрожает ещё ряд других видов животных. Муравьи съедают молодых птиц, если находят их в гнезде. Также несколько видов мух откладывают свои яйца в гнёзда таким образом, чтобы вылупившиеся личинки съедали молодых птиц. Мелкие ящерицы также относятся к врагам птенцов.

## Содержание в неволе
Из-за красивого оперения гульдовых амадин часто содержат в неволе — несмотря на то, что это довольно нежные и требовательные к условиям содержания птицы. Гульдовы амадины требуют высокой температуры воздуха (не ниже 25 градусов, а в период гнездования — 28—30), не выносят похолодания и сквозняков. Эти птички любят купаться в свежей воде и часто пьют.
Гульдовы амадины часто бросают кладку или птенцов, поэтому для успешного разведения необходимо параллельно иметь пару японских амадин, к которым можно подложить яйца или птенцов. Из-за того, что в природе это очень редкие птицы, и их отлов запрещён, все гульдовы амадины, содержащиеся в клетках в настоящее время, выращены в неволе.